# (38169) 1999 JE98
1999 JE98 (asteroide 38169) é um asteroide da cintura principal. Possui uma excentricidade de 0.19973210 e uma inclinação de 9.52212º.
Este asteroide foi descoberto no dia 12 de maio de 1999 por LINEAR em Socorro.